# Großes Schauspielhaus

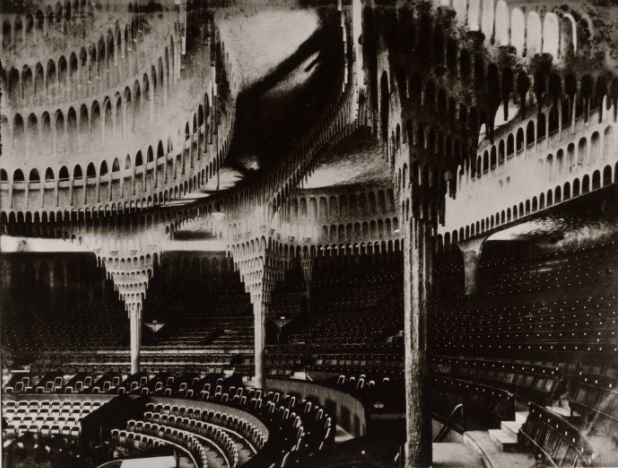
Salongen före 1933

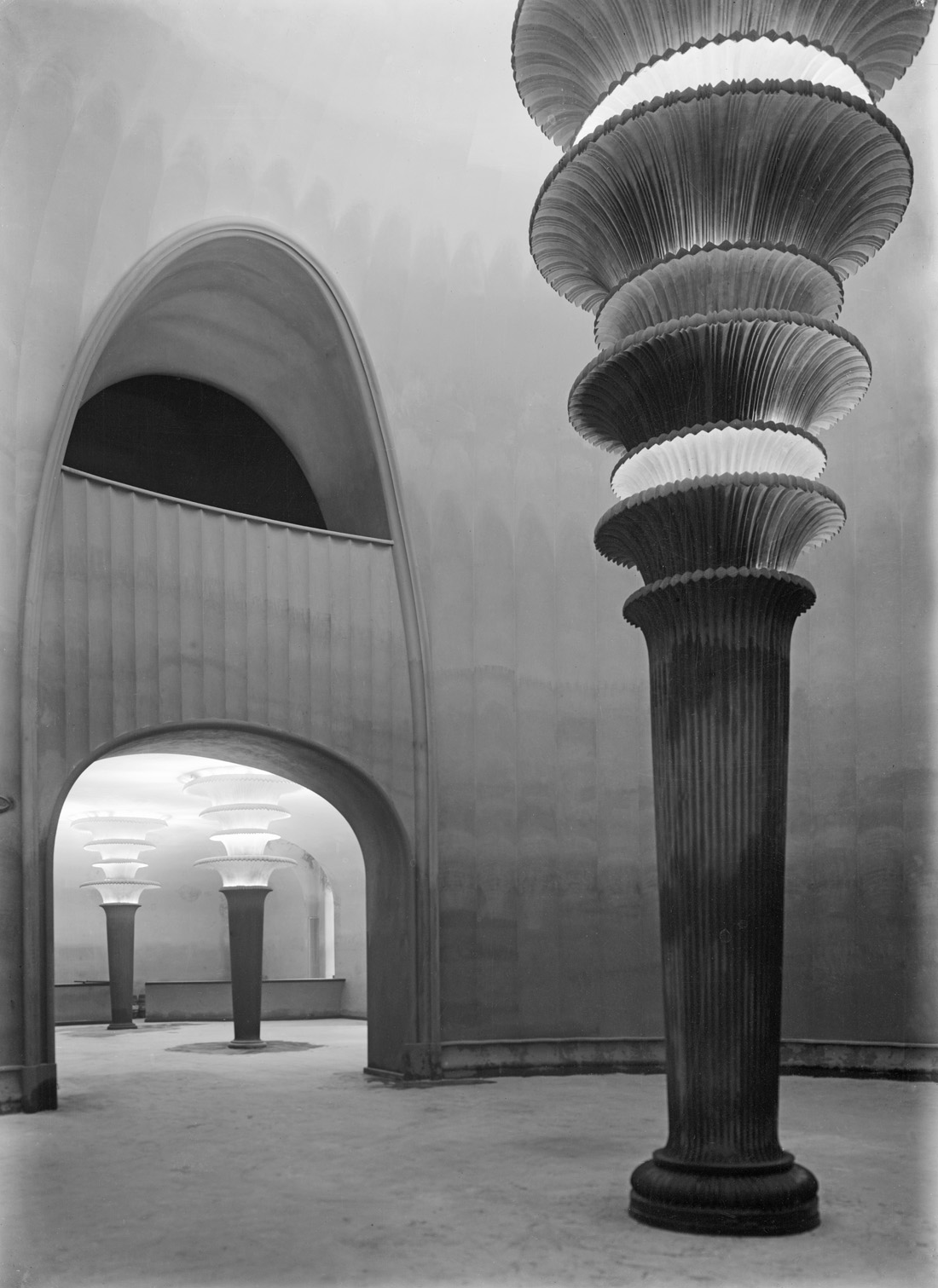
Grosses Schauspielhaus ca 1920

Großes Schauspielhaus (Den stora teatern) var en teaterbyggnad i Berlin, Tyskland belägen mellan gatorna Schiffbauerdamm och Reinhardtstraße och ofta betraktad som ett exempel på expressionistisk arkitektur. 
Byggnaden var ursprungligen en torghall byggd i 1865-1870 av arkitekt Friedrich Hitzig. Senare blev huset ombyggt till cirkusarena, men byggdes slutligen 1918-1919 om till teater av arkitekt Hanz Poelzig på uppdrag av det nyinrättade Deutsches Nationaltheater AG. Teatern hade 3500 platser. Öppningsföreställningen ägde rum den 28 november 1919. Den kända operetten Vita hästen hade urpremiär här den 8 november 1930 med Max Hansen i huvudrollen.
Direktörer:
- Max Reinhardt 1919-20
- Felix Hollaender 1920-23
- Maximilian Sladek 1923-25
- Karl Rosen 1925 -

Konstnärlig ledare var Erik Charell.
Nazisterna tog över byggnaden 1933 och döpte om den till Theater des Volkes. De betraktade den som ett exempel på så kallad urartad konst och ändrade därför om inredningen efter sin smak.
1945 döptes byggnaden återigen om och nu till Friedrichstadt-Palast och drevs till en början som privat revyteater, men nationaliserades 1952 av DDR-myndigheterna. 1980 stängdes den, då man hade funnit att trägrundläggningen ruttnat till följd av sänkt grundvattennivå, som hade förorsakats av byggnadsarbeten vid det närbelägna sjukhuset Charité. Omständigheterna tystades ner av myndigheterna eftersom även områden i Västberlin var berörda. 1988 revs slutligen byggnaden och idag finns där en öppen plats med namnet Bertolt-Brecht-Platz.